# Lenka Dolanská Vlasáková
Lenka Dolanská Vlasáková (* 27. dubna 1972 Praha) je česká filmová a divadelní herečka.

## Život
Po základní škole v Horních Počernicích a gymnáziu v Praze 9 vystudovala obor herectví na pražské DAMU (1989–1994).Již v průběhu studia hostovala v Divadelním spolku Kašpar, po absolutoriu byla sedm let v angažmá v Divadle Rokoko. Poté se věnovala zejména mateřským povinnostem, pohostinsky vystupuje na různých pražských scénách, patří k předním filmovým a televizním herečkám, spolupracuje s rozhlasem a dabingem.
Ve filmu debutovala hlavní rolí v psychologickém snímku režisérky Věry Plívové-Šimkové Houpačka (1990). Mezi její další velké filmové role patří Tereza z Paralelních světů a Českým lvem oceněná Lea ze stejnojmenného filmu (1997). Hrála také v mnoha televizních inscenacích a seriálech (např. v Ulici). Z manželství s výtvarníkem Egonem Tobiášem má dceru Sofii. Jejím manželem je od roku 2020 herec Jan Dolanský, s nímž má tři děti: Amélii, Maxe a Johana.

## Filmové role
- Houpačka (1990) – role Lucie
- Zpráva pro příští století (1993) – role Kateřiny
- V den psa (1994) – role Kateřiny
- Zamřížovaný charleston – role Dášy Sommernitzové
- Prima sezóna (1994, televizní seriál) – role Májové kouzelnice
- Lea (1997) – hlavní postava Lea
- První a poslední (1997) – role Lucie
- Na lavici obžalovaných justice (1998, televizní seriál) – role Dany Váchové
- Paralelní světy (2001) – role Terezy
- Udělení milosti se zamítá (2002) – role Blajerové
- Hvězda života (2002) – role Drahomíry
- Útěk do Budína (2002) – role studentky Jany
- Voda se šťávou (2003) – role Anny
- Jak básníci neztrácejí naději (2004) – role sestry Ladislavy
- Pusinky (2007) – role Hanky
- Tajnosti (2007) – role sekretářky
- Hraběnky (2007)
- O rodičích a dětech (2008) – role doktorky
- U mě dobrý (2008) – role Anduly
- Kawasakiho růže (2009)
- Dešťová víla (2009)
- Poste restante (2009)
- Ženy v pokušení (2010)
- Rodinka (2010)
- Elixír mládí (2011)
- Život je ples (2012, televizní seriál)
- Hodinový manžel (2014) – Marta
- Lída Baarová (2016) – Magda Goebbelsová
- Nikdy nejsme sami (2016) – matka
- Polda – Eliška, Michalova manželka
- Jak se zbavit nevěsty (2016) – Eva
- Doktor Martin (2016) – nová doktorka MUDr. Diana Dobiášová
- Bohéma (2017, televizní minisérie) – Elena Hálková
- Život a doba soudce A. K. (2017, televizní seriál) – Zora Boháčová
- Zoufalé ženy dělají zoufalé věci (2017) – doktorka Bendlová
- Po čem muži touží (2018) – Hedvika
- Chvilky (2018) – psycholožka
- Rašín (2018, televizní film) – Naděžda Kramářová
- Věčně tvá nevěrná (2018) – Miluška Valoušková
- Všechno bude (2018) – policistka
- Případ dvou manželek (2019, televizní film) – Naďa
- Marie Terezie (2019, televizní minisérie) – Karolína Fuchsová
- Bez vědomí (2019, televizní seriál) – Hanka
- Místo zločinu Ostrava (2020, televizní seriál) – Pavla Rosová
- Bábovky (2020) – Miluška
- Zločiny Velké Prahy (2021) – Ilona Budíková, manželka inspektora Budíka
- Hlava Medúzy (2021) – Lenka Hlaváčová
- Jedině Tereza (2021) – Hana
- Kurz manželské touhy (2021) – Helena

## Práce pro rozhlas
- 2004 August Strindberg: Slečna Julie. Příběh podivné lásky. Přeložil František Fröhlich. Rozhlasová úprava a dramaturgie Jana Paterová, hudba Petr Mandel, režie Lída Engelová. Hrají: Slečna Julie (Lenka Dolanská Vlasáková), Jean, sluha (Ivan Trojan) a Kristina, kuchařka (Tatiana Vilhelmová). Český rozhlas.[5]